# الیمانز-دو-دراپ
الیمانز-دو-دراپ (به فرانسوی: Allemans-du-Dropt) یک کامین در فرانسه است که در Canton of Lauzun واقع شده‌است.

## خصوصیات
الیمانز-دو-دراپ ۶٫۴ کیلومترمربع مساحت و ۴۷۷ نفر جمعیت دارد و ۴۲ متر بالاتر از سطح دریا واقع شده‌است.